# وینسنت ادواردز
وینسنت ادواردز (انگلیسی: Vincent Edwards؛ زادهٔ ۵ آوریل ۱۹۹۶) بازیکن بسکتبال اهل ایالات متحده آمریکا است.
وی در مسابقات کشوری و بین‌المللی در مجموع برندهٔ ۱ مدال نقره شده‌است.